# Neoestalinismo

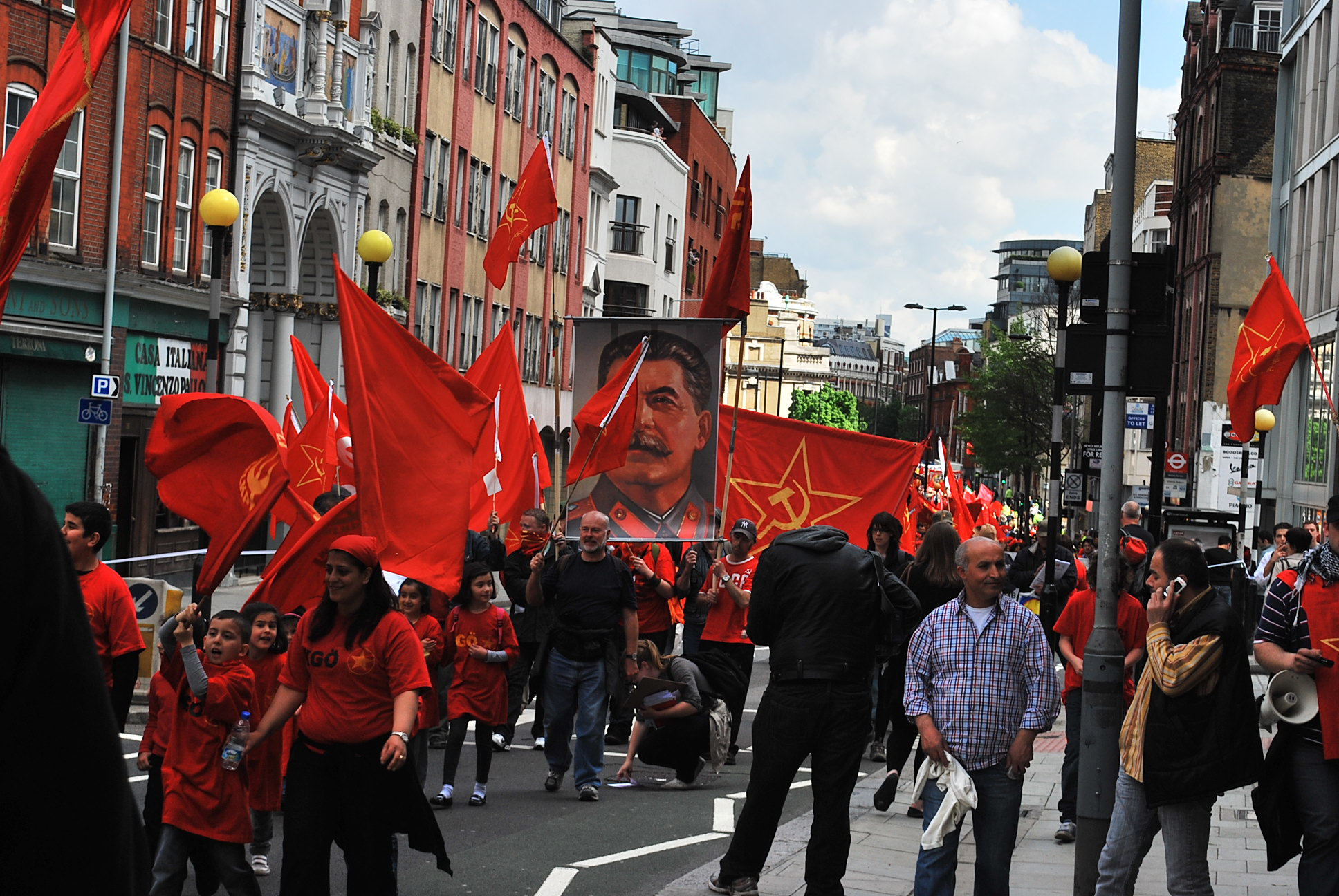
Manifestación en Londres por el Día de los Trabajadores de 2010 con el retrato de Stalin.

El neoestalinismo es la ideología ultranacionalista y de extrema izquierda con la que se conoce a las ideas y seguidores del líder soviético Iósif Stalin en la era moderna. En el término político se refiere a los intentos por rehabilitar el rol de Iósif Stalin en la historia y restablecer el curso político de Stalin, por lo menos, de forma parcial. El término también es usado de forma peyorativa empleado para designar a los regímenes políticos modernos en algunos Estados, cuya vida política y social presenta muchas semejanzas con el régimen de Stalin.
Según el historiador Roy Medvédev, el término describe la rehabilitación política de Stalin y el culto a Stalin, la identificación con él y el sistema político asociado (estalinismo), nostalgia por el período estalinista en la historia de la Unión Soviética, restauración de políticas estalinistas y un retorno al terror de Estado administrativo del período estalinista como por ejemplo con grandes purgas.
Por su parte, para el ex secretario general del Partido Comunista de la Unión Soviética Mijaíl Gorbachov, el término se refiere al Estado estalinista moderado, sin la represión política a gran escala, pero con la persecución de opositores políticos y control de todas las actividades políticas en el país. A su vez, Katerine Clark considera que el estalinismo elogia «la era estalinista y sus líderes... como una época de unidad, gobierno fuerte y honor nacional».

## Supuestos países Neoestalinistas
El régimen de Nicolae Ceausescu (1965-1989) en la República Socialista de Rumania ha sido clasificado por historiadores y politólogos como Neoestalinista. [4]
El líder Albanés Enver Hoxha se describió a sí mismo como Neoestalinista. Su ideología, el Hoxhaísmo, también incluye elementos Estalinistas [5]. Después de la muerte de Iósif Stalin, Hoxha denuncio a su sucesor, Nikita Jrushchov, acusándolo de revisionismo, a su vez causando la retirada de Albania del Pacto de Varsovia.
El régimen de Jalq en Afganistán (abril de 1978 a diciembre de 1979) ha sido descrito como Neoestalinista. Sus políticas conmocionaron al país, y contribuyeron al inicio de la Guerra Afgano-Soviética. [6]
Corea del Norte también ha sido descrita por fuentes occidentales como un estado Neoestalinista [7].
Algunos grupos socialistas como la Alianza Trotskista para la Libertad de los Trabajadores describe a la China actual como "Neoestalinista". [8]
A finales del siglo XX y a principios del XXI, el régimen no-comunista de Saparmyrat Nyýazow en Turkmenistán fue algunas veces considerado como Neoestalinista, [9][10] especialmente en lo que constaba su culto a la personalidad. [11] A su vez, el régimen no-comunista y autoritario de Islom Karímov en Uzbekistán (1989-2016) también ha sido descrito como "Neoestalinista". [12][13]